# Helena Nyblom

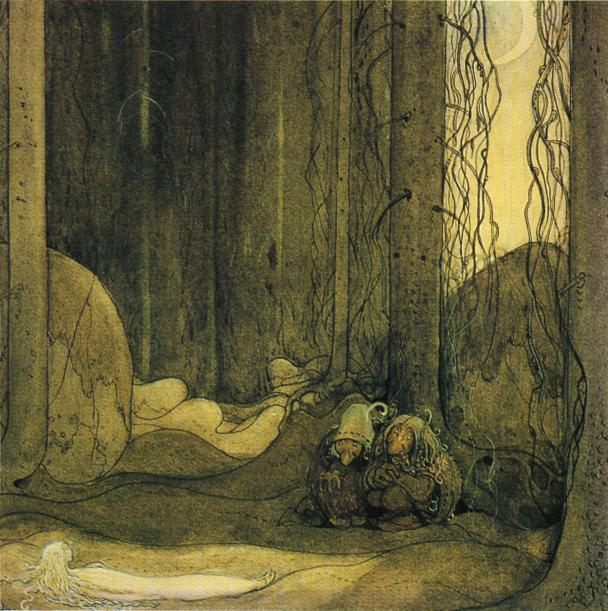
John Bauer: Illustration für eine der Geschichten von Helena Nyblom, 1913

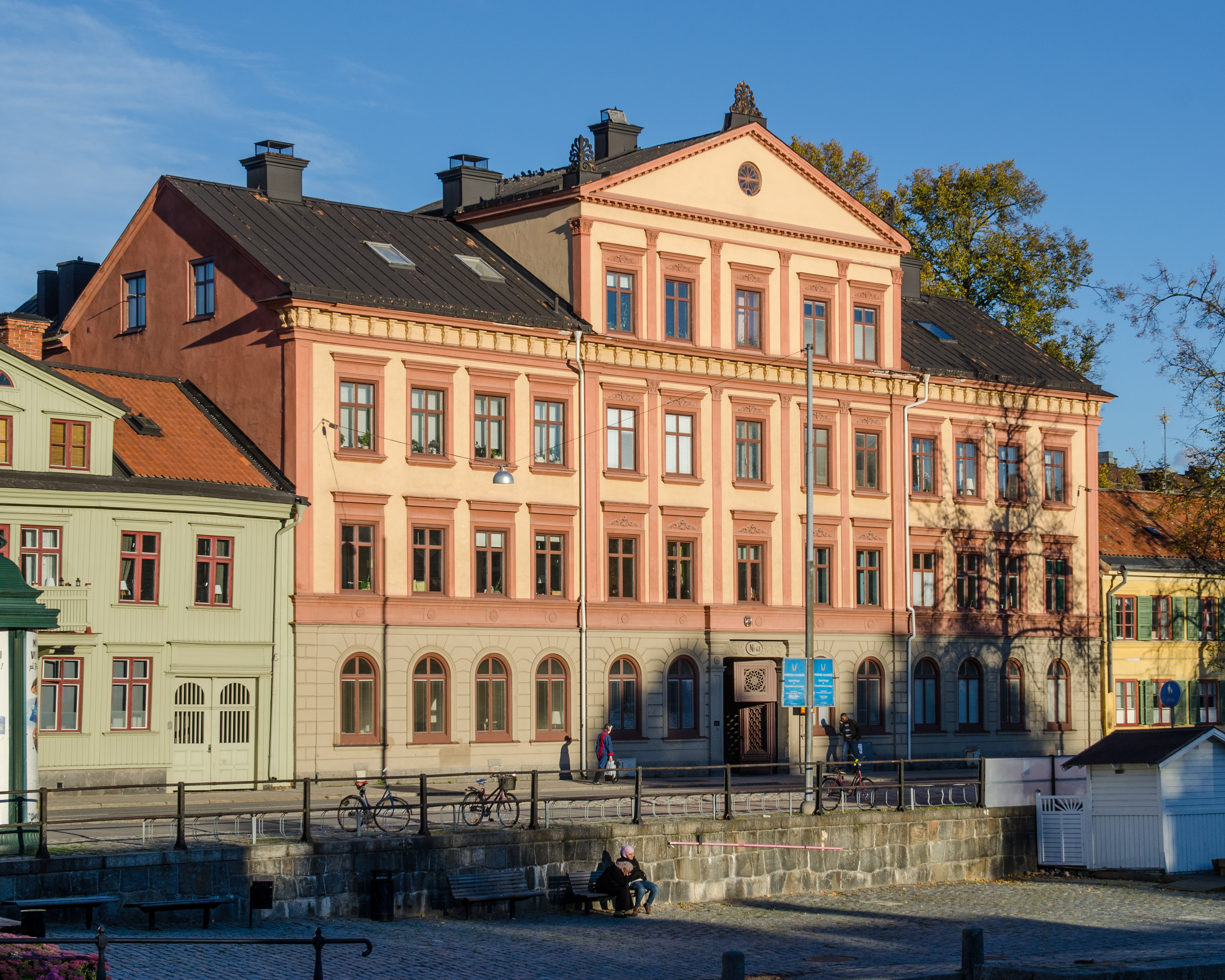
Das Vershuset in der Östra Ågatan 65 in Uppsala, in dem die Familie Nyblom ab 1864 wohnte

Helena Augusta Nyblom, geborene Helene Augusta Roed (* 7. Dezember 1843 in Kopenhagen; † 9. Oktober 1926 in Stockholm), war eine dänisch-schwedische Schriftstellerin und Pianistin. Sie ist vor allem für ihre Kunstmärchen bekannt, schrieb aber auch Dramen, meist subtile Einakter über das Alltagsleben.

## Leben
Helena Nyblom war die Tochter von Jørgen Roed und Emilie Amanda Kruse. Ihr Vater war Maler und Professor an der Königlich Dänischen Akademie der Schönen Künste in Kopenhagen, ihre Mutter interessierte sich für antike Kunst und Literatur. Die Familie legte daher großen Wert auf kulturelle Bildung und verkehrte mit Künstlern, Musikern, Hofbeamten und Schriftstellern. Nyblom war musikalisch begabt und wurde Pianistin. Auch als Zeichnerin ist sie zum Beispiel in der Universitätsbibliothek Uppsala überliefert.
Sie heiratete 1864 Carl Rupert Nyblom und das Paar ließ sich in Uppsala nieder und ihr Haus entwickelte sich zu einem Künstlertreffpunkt. Die finanziellen Verhältnisse des Paares waren angespannt, so dass sie beide schreiben mussten, um ihr Einkommen aufzubessern. Ihre sechs Kinder, Carl Göran (1867–1920), Sven (1868–1931), Ellen (Lundberg-Nyblom, 1869–1933), Knut (1870–1949), Lennart (1872–1947) und Holger (1874–1953), wurden alle Musiker, Künstler oder Literaten.
Nyblom debütierte mit Kurzgeschichten, die von ihrem Mann aus dem Dänischen übersetzt und in der Zeitschrift Ny Illustrerad Tidning veröffentlicht wurden. Sie schrieb Gedichte und veröffentlichte mehrere Gedichtbände. Den literarischen Durchbruch schaffte sie mit ihren Kunstmärchen. Sie schrieb auch einen Roman, einige Mädchenbücher und Komödien. Nyblom war auch als Kulturjournalistin und -kritikerin tätig, unter anderem für die Zeitschriften Idun, Ord och bild, Ny svensk tidskrift und Nordisk tidskrift.
1895 konvertierte Nyblom in der Kirche St. Eugenia in Stockholm zum Katholizismus. Der Übertritt wurde in den Medien breit bekannt gemacht, und sowohl dort als auch in ihrem Freundeskreis wurde sie heftig dafür kritisiert, dass sie „Rom verfallen sei“. Ihr Ehemann, der selbst nicht katholisch war, verteidigte sie jedoch öffentlich, und die katholische Minderheit in Stockholm war stolz auf die berühmte Konvertitin. Ihre Kinder blieben bis auf eines in der schwedischen Kirche.
Das Ehepaar Nyblom ist auf dem Alten Friedhof von Uppsala begraben.

## Werke
Belletristik
- Noveller. Norstedt, Stockholm 1875.
- Noveller. Merkurius ; Farbror Elis ; I dyningen ; En Evas dotter ; En hJahrd nöt att knäcka (= Fjerde Samlingen). Norstedt, Stockholm 1881 (handle.net).
- Digte. Gad, Kopenhagen 1881.
- Under dansen. Helsingfors dagblads följetong-bibliotek, Helsinki 1885.
- Nye digte. Gad, Kopenhagen 1886.
- Fortællinger og Skizzer. Kopenhagen 1887.
- Qvinnoöden: noveller. Norstedt, Stockholm 1888 (Universitätsbibliothek Göteborg oder Projekt Runeberg).
- Dikt och verklighet, samling 1 och 2. Norstedt, Stockholm 1890 (Universitätsbibliothek Göteborg oder Projekt Runeberg).
- Sverges skans: ett ord om och till svenskarne (= Minnen från Skansens vårfest. Band 8). Nordiska museet, Stockholm 1893.
- Digte: tredie Samling. Wahlström & Widstrand, Stockholm 1894.
- Fantasier: fyra berättelser. Wahlström & Widstrand, Stockholm 1896 (litteraturbanken.se).
- Det var en gång: sagor för små och stora barn. Gernandt, Stockholm 1897.
- „Det ringer!“: skämt i en akt (= Svenska teatern. Band 270). Bonnier, Stockholm 1902.
- En sagokrans. Bonnier, Stockholm 1903 (litteraturbanken.se).
- En trasslig härfva: proverb i en akt (= Svenska teatern. Band 278). Bonnier, Stockholm 1904 (runeberg.org).
- Hämnd: lustspel i en akt (= Svenska teatern. Band 279). Bonnier, Stockholm 1904.
- Till Konung Oscar efter Hans trontal 1905. Stockholm 1905.
- Högvalla: familjeroman. Fritze, Stockholm 1907.
- En gammal historia och andra noveller. Åhlén & Åkerlund, Göteborg 1908.
- Ja och nej: originalsagor (= Barnbiblioteket Saga. Band 26). Svensk läraretidning, Stockholm 1908 (runeberg.org).
- I sista stund: dramatisk scen (= Svenska teatern. Band 324). Bonnier, Stockholm 1910.
- Kusinerna: berättelse för unga flickor. Skoglund, Stockholm 1910.
- En musik-kur: dramatisk scen för två personer (= Svenska teatern. Band 325). Bonnier, Stockholm 1910.
- Nye og gamle Digte och Dikter. Bonnier, Stockholm 1910.
- När löfvet faller. Åhlén & Åkerlund, Göteborg 1910.
- Porträttet: Komedi i en akt (= Svenska teatern. Band 326). Bonnier, Stockholm 1910.
- Till fredens vänner: [jämte öfvers. på engelska.] Stockholm 1910.
- Dollarprinsessan: en gammal violin (= Albert Bonniers 25-öresböcker. Band 16). Bonnier, Stockholm 1912 (runeberg.org).
- Kusin Claudia och andra berättelser (= Albert Bonniers 25-öresböcker. Band 35). Bonnier, Stockholm 1912.
- Sagospel: tillägnade Sveriges barn (= Barnbiblioteket Saga. Band 42). Svensk läraretidning, Stockholm 1912.
- Väninnorna: berättelse för unga flickor. Skoglund, Stockholm 1912.
- Djur och människor. Norstedt, Stockholm 1914 (handle.net).
- Sju flickor: berättelse för ungdom. Åhlén & Åkerlund, Stockholm 1915.
- Flickornas julbok: berättelser om flickor från slott och koja. Åhlén & Åkerlund, Stockholm 1916.
- Gamla violinen och annat ur dikt och verklighet. Åhlén & Åkerlund, Stockholm 1916.
- Katten från Siena och andra fantastiska berättelser. Åhlén & Åkerlund, Stockholm 1917.
- Håsjöstapeln. Nordiska museet, Stockholm 1917.
- En ostyring och andra berättelser för flickor. Åhlén & Åkerlund, Stockholm 1921.

Verschiedenes
- Estetiska frågor: Af H.A.N. Stockholm 1882.
- I kvinnofrågan: embetet att vara husmoder: kvinnans kallelse. Wahlström & Widstrand, Stockholm 1896 (litteraturbanken.se).
- Fosterlandskärlek (= Föreningen Heimdals folkskrifter. Band 53). Beijer, Stockholm 1898.
- Den svenska och den danska nationalkarakteren: föredrag hållet vid Nordiska fören:s i Upsala Jahrsmöte d. 15 mars 1900 (= I vår tids lifsfrågor. Band 15). Skoglund, Stockholm 1900.
- Florens (= Nordiska öresbiblioteket. Band 3). Ljus, Stockholm 1904.
- Frederi Mistral: Gavinana (= Nordiska öresbiblioteket. Band 2). Stockholm 1906.